# Hora Cero

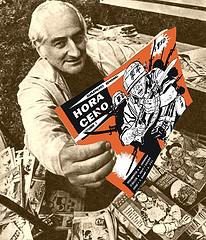
Héctor Germán Oesterheld con vari numeri di Hora Cero.

Hora Cero (Ora Zero) era una rivista di fumetti argentina pubblicata tra il 1957 e il 1963. La rivista fu fondata da Héctor Germán Oesterheld e suo fratello nel 1957. L'editore era l' "Editoriale Frontera". Faceva parte dell'età d'oro dei fumetti argentini.  Il maggior successo della sua serie pubblicata fu "L'Eternauta" - El Eternauta . Il numero finale di Hora Cero è apparso nel 1963.
Direttore e principale sceneggiatore: Héctor Germán Oesterheld.
Elenco dei disegnatori di Hora Cero :
Daniel Acuña, Juan Arancio, Mario Bertolini, Alberto Breccia, Eugenio Colonnese, Enrique Cristóbal, Arturo Pérez del Castillo, Gisela Dester, Oscar Estévez, Walter Farher, Angel Fernández, Jorge Flores, Ernesto García Seijas, José Gorosito, Abel Guibe, Franz Guzmán, Daniel Haupt, Horacio A. Horianski, Tibor José Horvath, Guglielmo Letteri, Francisco Solano López, Jorge Luis Moliterni, Ricardo Luis (Lucho) Olivera, Ivo Pavone, Horacio Porreca, Hugo Pratt, Miguel Angel Repetto, Carlos Roume, Julio Schiaffino, Leandro Sesarego, Carlos Vogt.